# Bacchisa comata
Bacchisa comata är en skalbaggsart som först beskrevs av Charles Joseph Gahan 1901.  Bacchisa comata ingår i släktet Bacchisa och familjen långhorningar. Inga underarter finns listade.